# Richard Tee
Richard Edward Tee (né Richard Edward Ten Ryk ; 24 novembre 1943 - 21 juillet 1993) est un pianiste, musicien de studio, chanteur et arrangeur américain, qui a plusieurs centaines de crédits en studio et a joué sur des succès notables comme In Your Eyes, Slip Slidin' Away, Just the Two of Us, I'll Be Sweeter Tomorrow (Than I Was Today), Crackerbox Palace, Tell Her about it, Don't Give Up. Le groupe Vulfpeck lui rend un hommage avec le titre Tee Time.

## Origines
Tee est né à Brooklyn d'Edward James Ten Ryk (1886–1963), originaire de Guyana, et d'Helen G. Ford Skeete Ten Ryk (1902–2000), de New York. Tee a passé la majeure partie de sa vie à Brooklyn et a vécu avec sa mère dans un immeuble en brownstone.
Tee est diplômé de la High School of Music&Art de New York et a fréquenté la Manhattan School of Music. Bien que mieux connu en tant que musicien de studio et de session, Tee a dirigé un ensemble de jazz, le Richard Tee Committee, et a été membre fondateur du groupe Stuff. En 1981, il joue du piano et du Fender Rhodes pour le concert de Simon et Garfunkel à Central Park.
Tee a joué avec un large éventail d'artistes au cours de sa carrière, notamment Paul Simon, Carly Simon, The Bee Gees, Barbra Streisand, Roberta Flack, Aretha Franklin, Diane Schuur, Donny Hathaway, Peter Allen, George Harrison, Diana Ross, Duane Allman, Quincy Jones, Bill Withers, Art Garfunkel, Nina Simone, Juice Newton, Billy Joel, Etta James, Grover Washington Jr., Eric Clapton, Kenny Loggins, Patti Austin, David Ruffin, Lou Rawls, Ron Carter, Peter Gabriel, George Benson, Joe Cocker, Chuck Mangione, Pino Daniele, Tim Finn, Peabo Bryson, Mariah Carey, Chaka Khan, Phoebe Snow, Doc Severinsen, Leo Sayer, Herbie Mann et d'innombrables autres. Il a également contribué à de nombreux albums d'or et de platine au cours de sa longue carrière et a rejoint Stuff dirigé par le bassiste Gordon Edwards. Les autres membres du groupe comprenaient le guitariste Cornell Dupree, le batteur Chris Parker, et plus tard le guitariste Eric Gale et le batteur Steve Gadd.

## Carrière
Tee a été l'arrangeur du single des O'Jays de 1968, "I'll Be Sweeter Tomorrow" et "I Dig Your Act" qui est sorti sur Bell 691.
Avec Hugh McCracken, Eric Gale et Stephen Gadd, il a joué sur l'album de 1976 de Van McCoy, The Real McCoy. L'album a reçu une bonne critique avec les choix étant "Love at First Sight", "Night Walk", "Theme from Star Trek" et "African Symphony".
En juin 1980, le groupe Stuff qui était composé de lui-même, Gordon Edwards, Cornell Dupree, Eric Gale et Steve Gadd se sont produits au Berkley Jazz Festival qui s'est déroulé sur une période de quatre jours. Au cours de la semaine se terminant le 12 juillet 1980, l'album Natural Ingredients de Tee est entré dans le palmarès des 40 meilleurs albums de Cash Box Jazz au n°31. À la troisième semaine du 26 juillet, il arrive au n°20. Il occupe ce poste pendant une autre semaine,. Il a passé un total de neuf semaines dans le classement,.

## Vie privée
Après une relation de 16 ans avec Eleana Steinberg Tee de Greenwich (Connecticut), le couple s'est marié à Woodstock (New York), par le juge de la Cour suprême de l'État de New York, Bruce Wright. Le couple a déménagé à l'hôtel Chelsea en 1988, puis à Cold Spring (New York).

## Maladie et mort
En 1993, Tee avait commencé un traitement intensif pour son cancer de la prostate à la suite de son diagnostic lors de sa tournée avec la tournée Rhythm of the Saints de Paul Simon. Un événement hommage spécial lui a été organisé et devait avoir lieu le 6 juin 1993 au Club Tatou situé au 233 North Beverly Drive à Beverly Hills. Ceux qui devaient y assister comprenaient Stevie Wonder, Herbie Hancock et Chevy Chase. Le produit de l'événement devait aller à la Humantics Foundation for Richard Tee.
Tee est décédé le 21 juillet 1993 au Calvary Hospital (Bronx) à l'âge de 49 ans, après avoir souffert d'un cancer de la prostate. Il laisse dans le deuil sa mère Helen Ten Ryk de Brooklyn, six fils et deux belles-filles. Il est enterré au cimetière des artistes à Woodstock (New York).

## Équipement
Tee a utilisé une gamme variée de claviers au cours de sa carrière d'enregistrement et de tournée, notamment l'orgue Hammond, le piano, le clavinet Hohner et les synthétiseurs. Sa marque de fabrique, cependant, est sa méthode unique de jouer d'un piano électrique Fender Rhodes et d'alimenter le signal via un déphaseur de pédale d'effet Electro-Harmonix Small Stone.

## Discographie

### En leader
- Strokin'  (Tappan Zee/Columbia, 1979)
- Natural Ingredients (Tappan Zee, 1980)
- The Bottom Line (Electric Bird, 1985)
- Inside You (Epic/Sony, 1989)
- Real Time (One Voice, 1992)
- The Right Stuff (P-Vine, 1993)
- Real Time Live in Concert 1992 (Videoarts, 2012)

### En invité
Avec George Benson
- Tell It Like It Is (1969)
- Give Me the Night (1980)
- In Your Eyes (1983)
- Big Boss Band (1990) with the Count Basie Orchestra
- Love Remembers (1993)

Avec Hank Crawford
- It's a Funky Thing to Do (Cotillion, 1971)
- Help Me Make it Through the Night (Kudu, 1972)
- We Got a Good Thing Going (Kudu, 1972)
- Wildflower (Kudu, 1973)
- Hank Crawford's Back (Kudu, 1976)

Avec Cornell Dupree
- Teasin'  (1974)
- Coast to Coast (1988)
- Can't Get Through (1991)
- Child's Play (1992)
- Uncle Funky (1992)

Avec Steve Gadd
- Gadd About (1984)
- The Gadd Gang (1986)
- Here & Now (1988)
- Live at the Bottom Line (1988)
- Gadd Gang (1991)

Avec Stuff
- Stuff (1976)
- More Stuff (1977)
- Stuff It (1978)
- Live Stuff (1978)
- Live in New York (1980)
- East (1981)
- Best Stuff (1981)
- Stuff Live in Montreux (2008)

Avec Grover Washington Jr.
- Inner City Blues (1971)
- All the King's Horses (1972)
- Soul Box – Vol. 1 & Vol. 2 (1973)
- Feels So Good (1975)
- Winelight (1980)
- Skylarkin' (1980)
- Come Morning (1981)
- The Best Is Yet to Come (1982)
- In Concert (1982)
- Inside Moves (1984)
- A House Full of Love (1986)

Autres
- Tune In, Turn On (1967) Benny Golson
- Soul Drums (1968) Bernard Purdie
- Soul Rebel (1968) Bob Marley
- I Heard That (1969) Quincy Jones
- Shirley Scott &amp; the Soul Saxes (1969) Shirley Scott
- Lena &amp; Gabor (1969) Lena Horne and Gábor Szabó
- Good Vibes (1969) Gary Burton
- Cornucopia (1969) Dizzy Gillespie
- Comment (1970) Les McCann
- Live at Freddie Jett's Pied Piper (1970) Esther Phillips
- Everybody's Talkin'  (1970) King Curtis
- Suite 16 (1970) Yusef Lateef
- Boys from Dayton (1971) Snooky Young
- Blacknuss (1971) Rahsaan Roland Kirk
- Salt Song (1971) Stanley Turrentine
- Quiet Fire (1971) Roberta Flack
- Push Push (1971) Herbie Mann
- Young, Gifted and Black (1972) Aretha Franklin
- Chuck Rainey Coalition (1972) Chuck Rainey
- Sweet Buns &amp; Barbeque (1972) Houston Person
- Soul Is... Pretty Purdie (1972) Bernard Purdie
- Alone Again (Naturally) (1972) Esther Phillips
- The Final Comedown (1972) Grant Green
- Sweet Buns &amp; Barbeque (1972) Houston Person
- The Weapon (1973) David Newman
- Blues Farm (1973) Ron Carter
- Don't Mess with Mister T. (1973) Stanley Turrentine
- Abandoned Luncheonette (1973) Daryl Hall & John Oates
- In the Beginning (1974) Hubert Laws
- I Can Stand a Little Rain (1974) Joe Cocker
- Let Me in Your Life (1974) Aretha Franklin
- Your Baby Is a Lady (1974) Jackie DeShannon
- With Everything I Feel in Me (1974) Aretha Franklin
- Continental American (1974) Peter Allen
- AWB (1974) Average White Band
- Journey (1974) Arif Mardin
- The Disco Kid (1975) Van McCoy
- Anything Goes (1975) Ron Carter
- Feel Like Makin' Love (1975) Roberta Flack
- Negril (1975) Eric Gale
- Still Crazy After All These Years (1975) Paul Simon
- Sneakin' Sally Through the Alley (1975) Robert Palmer
- Jamaica Say You Will (1975) Joe Cocker
- The New York Connection (1975) Tom Scott
- Lost Generation (1975) Elliott Murphy
- Thirty Three & 1/3 (1976) George Harrison
- The Case of the 3 Sided Dream in Audio Color (1976) Rahsaan Roland Kirk
- Second Childhood (1976) Phoebe Snow
- Dinner Music (1976) Carla Bley
- Stingray (1976) Joe Cocker
- End of a Rainbow (1976) Patti Austin
- The Real McCoy (1976) Van McCoy
- Endless Flight (1976) Leo Sayer
- Native New Yorker (1977) Odyssey
- Firefly (1977) Jeremy Steig
- Roots (1977) Quincy Jones
- Havana Candy (1977) Patti Austin
- Cissy Houston (1977) Cissy Houston
- Never Letting Go (1977) Phoebe Snow
- Watermark (1977) Art Garfunkel
- Lady Put the Light Out (1977) Frankie Valli
- Celebrate Me Home (1977) Kenny Loggins
- The Stranger (1977) Billy Joel
- Ringo the 4th (1977) Ringo Starr
- The Atlantic Family Live in Montreaux (1977)
- Multiplication (1978) Eric Gale
- Phonogenic – Not Just Another Pretty Face (1978) Melanie
- It Begins Again (1978) Dusty Springfield
- Don't Cry Out Loud (1978) Melissa Manchester
- Luxury You Can Afford (1978) Joe Cocker
- Boys in the Trees (1978) Carly Simon
- Deep in the Night (1978) Etta James
- Intimate Strangers (1978) Tom Scott
- Cheryl Lynn (1978) Cheryl Lynn
- Queen of the Night (1978) Loleatta Holloway
- Against the Grain (1978) Phoebe Snow
- Chaka (1978) Chaka Khan
- Warmer Communications (1978) Average White Band
- Scratch My Back (1979) David "Fathead" Newman
- Prisoner (1979) Cher
- Spy (1979) Carly Simon
- In Love (1979) Cheryl Lynn
- La Diva (1979) Aretha Franklin
- I Could Have Been a Sailor (1979) Peter Allen
- Fate for Breakfast (1979) Art Garfunkel
- Syreeta (1980) Syreeta Wright
- Connections (1980) Richie Havens
- Aretha (1980) Aretha Franklin
- Guilty (1980) Barbra Streisand
- Love Sensation (1980) Loleatta Holloway
- What Cha' Gonna Do for Me (1981) Chaka Khan
- Apple Juice (1981) Tom Scott
- RIT (1981) Lee Ritenour
- Living Eyes (1981) Bee Gees
- Blade Runner (1982)
- Heartbreaker (1982) Dionne Warwick
- I'm the One (1982) Roberta Flack
- Tantalizingly Hot (1982) Stephanie Mills
- Quiet Lies (1982) Juice Newton
- Fill Up The Night (1983) Sadao Watanabe
- Hearts and Bones (1983) Paul Simon
- Escapade (1983) Tim Finn
- In My Life (1983) Patti Austin
- An Innocent Man (1983) Billy Joel
- Born to Love (1983) Peabo Bryson, Roberta Flack
- Merciless (1983) Stephanie Mills
- Universal Rhythm (1984) Ralph MacDonald
- Watching You Watching Me (1985) Bill Withers
- Ferryboat(1985) Pino Daniele
- "Underground" David Bowie (1986)
- So (1986) Peter Gabriel
- 10th Avenue (1986) Patrick Williams New York Band on "Still Crazy After All These Years"
- Streamlines (1987) Tom Scott
- Get Close to My Love (1987) Jennifer Holliday
- Sound Investment (1987) Flip Phillips & Scott Hamilton
- Red Hot Rhythm &amp; Blues (1987) Diana Ross
- At Home (1987) Janis Siegel
- The Camera Never Lies (1987) Michael Franks
- Close Up (1988) David Sanborn
- Talkin' 'Bout You (1988) Diane Schuur
- The Real Me (1988) Patti Austin
- Hot Water (1988) Jimmy Buffett
- At Last (1989) Lou Rawls
- Street Smarts (1989) Eddie Gomez
- Journeyman (1989) Eric Clapton
- Soul Provider (1989) Michael Bolton
- Midnight in San Juan (1989) Earl Klugh
- Bottom's Up (1989) Victor Bailey
- Mariah Carey (1990) Mariah Carey
- Leap of Faith (1991) Kenny Loggins
- Star Time (1991) James Brown
- Upfront (1992) David Sanborn
- Am I Not Your Girl? (1992) Sinéad O'Connor
- I'll Take Care of You (1992) Cissy Houston, Chuck Jackson
- Evolution of Herbie Mann (1993) Herbie Mann
- Black Tie White Noise (1993) David Bowie
- Friends Can Be Lovers (1993) Dionne Warwick
- Don't Look Back (1993) Al Green
- Skyline (1993) Phil Carmen